# Duffel
Duffel je belgická obec nacházející se v arrondissementu Mechelen v provincii Antverpy ve Vlámském regionu.
K 1. lednu 2011 mělo městečko 16 770 obyvatel. Jeho celková rozloha činí 22,71 km², z čehož vychází hustota 740 obyvatel na 1 km².

## Zajímavost
Městys Duffel je celosvětově známý tím, že dal jméno vlněnému kabátu z velbloudí srsti, jemuž se říká Duffelcoat a který proslavil zejména britský maršál Bernard Montgomery.

## Významní rodáci
- Roku 1956 se zde narodil belgický hudební skladatel Jan Van Der Roost.
- V roce 1982 spatřil v Duffelu světlo světa profesionální silniční cyklista Kevin De Weert.